# Sujda (przystanek kolejowy)
Sujda (ros. Суйда) – przystanek kolejowy w miejscowości Sujda, w rejonie gatczyńskim, w obwodzie leningradzkim, w Rosji. Położony jest na linii dawnej Kolei Warszawsko-Petersburskiej.

## Historia
Stacja kolejowa powstała w XIX w. (jednak już po uruchomieniu linii) pomiędzy stacjami Siwierskaja i Gatczyna Warszawska. Przebudowana do przystanku po 1990.

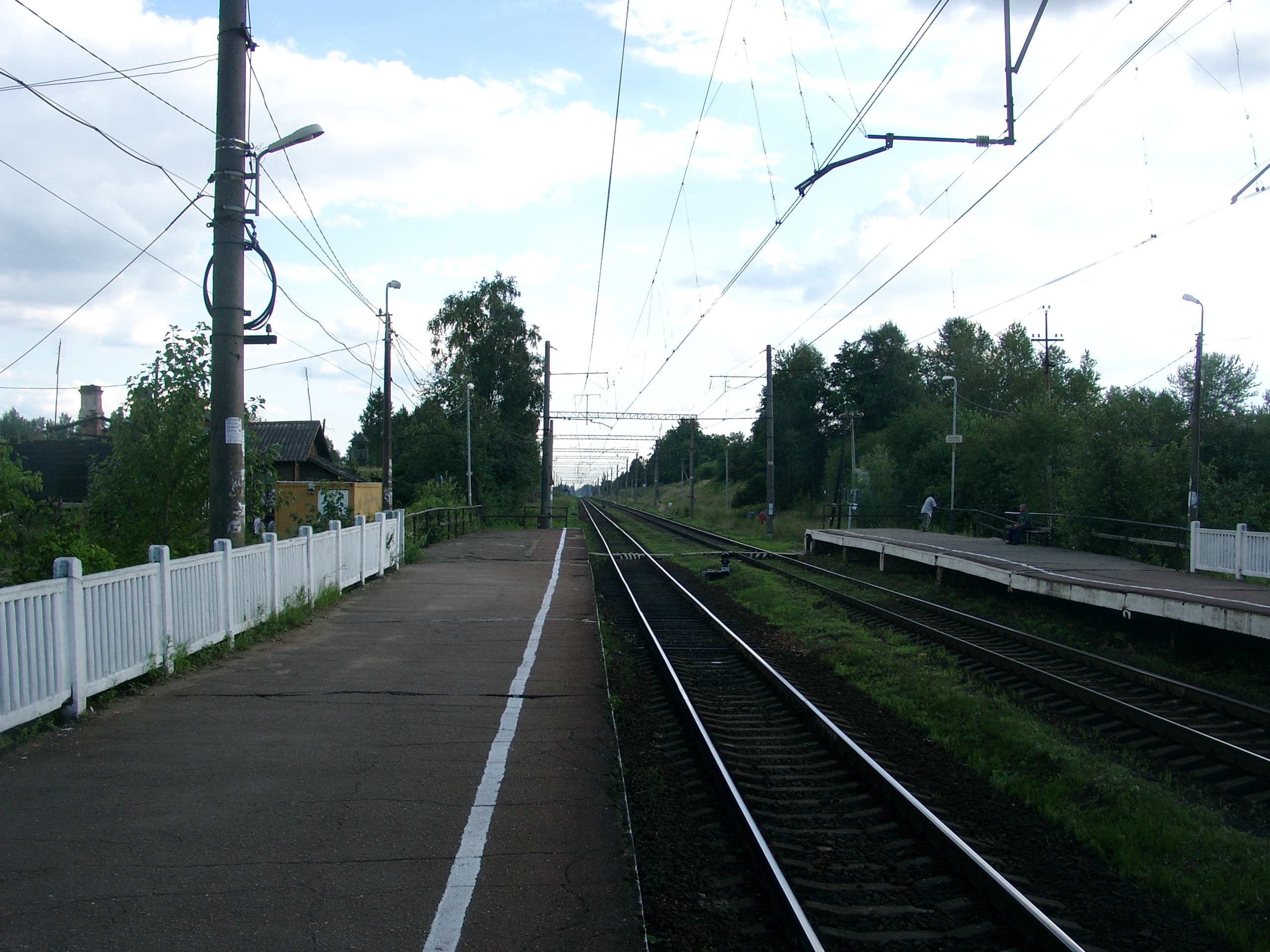
Widok w stronę Warszawy